# Johannes Prusko
Johannes Prusko (* 11. Oktober 1929 in Landsberg) ist ein deutscher Grafiker und Maler.

## Leben und Werk
Prusko studierte von 1950 bis 1954 bei Hermann Bruse in Berlin an der Humboldt-Universität (HU) Kunsterziehung und arbeitete danach bis 1956 in Potsdam als Lehrer. Von 1956 bis 1959 war er wissenschaftlicher Assistent und dann bis 1961 Lektor an der HU. Nachdem er 1965 ein weiteres Studium an der Kunsthochschule Berlin-Weißensee mit dem Diplom abgeschlossen hatte, war er an der HU speziell auf dem Gebiet der Grafik als Dozent mit künstlerischer Lehrtätigkeit tätig. Er arbeitete eng mit Gerenot Richter zusammen und leitete die Graphik-Werkstatt. Zu seinen Schüler gehörten u. a. Michael Diller, Hartmut Hornung, Hellmut Martensen (* 1953) und Jürgen Schnelle (* 1954).
Prusko war Mitglied des Verbands Bildender Künstler der DDR. Wie Richter schuf Prusko vor allem meisterliche Radierungen.

## Ehrungen
- 1967: Preis im künstlerischen Wettbewerb „Das neue Berlin“
- 1969: Ehrung im künstlerischen Wettbewerb „Lob des Sozialismus“

## Öffentliche Sammlungen mit Werken Pruskos (unvollständig)
- Beeskow: Kunstarchiv Beeskow
- Berlin: Kunstsammlung der Humboldt-Universität zu Berlin
- Chemnitz: Kunstsammlung der Wismut GmbH

## Werke (Auswahl)

### Druckgrafik
- Der Feldweg (1977, Radierung, aus dem Zyklus Unstrutlandschaften; auf der VIII. Kunstausstellung der DDR)[2]
- Stillleben mit Glas und Federn (1977, Aquatinta-Radierung, 30 × 33 cm)[3]
- Balkonblumen (1979, Radierung, 28 × 37 cm)[4]
- Windbruch (1983, Radierung, 30 × 40 cm)[5]
- Tagebauaufschluss Nochten (1971, Radierung)[6]
- Muschelkalkwand I (1980, Radierung, 21 × 50 cm)[7]
- Feldbäume I (1984, Radierung, 26 × 40 cm)[8]

### Tafelbilder
- Spielende Kinder im Neubaugebiet (1969, Öl. 90 × 122 cm; Kunstarchiv Beeskow)[9]

## Ausstellungen (unvollständig)

### Einzelausstellungen
- 2004/2005 und 2009/2010: Berlin-Prenzlauer Berg, Musikschule Orpheo

### Teilnahme an zentralen und wichtigen regionalen Ausstellungen in der DDR
- 1970: Berlin, Altes Museum („Im Geiste Lenins“)
- 1971: Berlin, Altes Museum („Das Antlitz der Arbeiterklasse in der bildenden Kunst der DDR“)
- 1975 bis 1989: Berlin, sechs Bezirkskunstausstellungen
- 1977/1978: Dresden, VIII. Kunstausstellung der DDR